# Agylla gigantea
Agylla gigantea är en fjärilsart som beskrevs av Charles Oberthür 1879. Agylla gigantea ingår i släktet Agylla och familjen björnspinnare. Inga underarter finns listade i Catalogue of Life.